# Смоленська (станція метро, Арбатсько-Покровська лінія)
55°44′52″ пн. ш. 37°34′55″ сх. д. / 55.74778° пн. ш. 37.58194° сх. д.
«Смоленська» — станція Арбатсько-Покровської лінії Московського метрополітену. Розташована між станціями «Арбатська» і «Київська». Відкрита 5 квітня 1953 у складі дільниці «Площа Революції»-«Київська». Назву отримала по Смоленській площі, як і однойменна станція Філівської лінії.

## Вестибюлі та пересадки
У станції один наземний вестибюль (східний), розташований у дворі будинку 54 по вулиці Арбат. До складу вестибюля також входить арка, що виходить на Садове кільце.

## Технічна характеристика
Конструкція станції — пілонна трисклепінна (глибина закладення станції — 50 м). Споруджена за типовим проектом. Діаметр центрального залу — 9,5 м, діаметр бічних залів — 8,5 м.
Щоденний пасажиропотік становить 45 250 осіб.
У серпні 2010 року турнікети на вході, у вестибюлі, замінені на нові. Турнікетів на виході від ескалаторів у місто не встановлено.

## Колійний розвиток
Станція без колійного розвитку.

## Оздоблення
Оздоблення станції присвячено військово-історичній темі. Пілони станції оздоблені білим мармуром, прикрашені по кутах напівколонами. Підлога викладена чорним мармуром з орнаментом з білого і червоного мармуру по бічних сторонах залу. Колійні стіни оздоблені білою керамічною плиткою, внизу — чорним мармуром. Станційний зал освітлюється канделябрами на пілонах, а також світильниками, захованими за карнизом під склепінням залу. Барельєф на торцевій стіні (скульптор Г. І. Мотовилов) присвячений захисникам Батьківщини.
Круглий наземний вестибюль оздоблено чорним мармуром в основі і прикрашений чотирма медальйонами із зображеннями радянських воїнів. Мозаїчний фриз круглого ескалаторного залу є повторюванням зображення ордену Перемоги.

## Ресурси Інтернету
- Смоленська на www.mosmetro.ru(рос.)
- Смоленська на www.metro.ru(рос.)
- Смоленська на news.metro.ru [Архівовано 19 серпня 2012 у Wayback Machine.](рос.)
- Схема станції на www.metroreklama.ru [Архівовано 8 січня 2014 у Wayback Machine.](рос.)

| Попередня станція | Лінія | Лінія                      | Лінія | Наступна станція |
| ----------------- | ----- | -------------------------- | ----- | ---------------- |
| Арбатська         |       | Арбатсько-Покровська лінія |       | Київська         |